# Ouled Djellal (distrito)
Ouled Djellal é um distrito localizado na província de Biskra, Argélia,[carece de fontes?] e cuja capital é a cidade de mesmo nome, Ouled Djellal. O distrito está dividido em três comunas.